# Theloderma albopunctatum
Theloderma albopunctatum es una especie de rana que habita en China.
Esta especie se encuentra amenazada de extinción debido a la destrucción de su hábitat natural.